# Oriol Riera
Oriol Riera Magen (Vic, 3 juli 1986) is een Spaans voetballer die bij voorkeur als aanvaller uitkomt. Hij verruilde in juli 2015 Wigan Athletic voor Deportivo La Coruña, dat hem het voorgaande halfjaar al huurde.
Riera begon als voetballer bij EF Osona in 1996. Via RCD Espanyol en UE Vic kwam hij in 2000 in de cantera (jeugdopleiding) van FC Barcelona. Als speler van Barça C debuteerde Riera op 17 december 2003 in het eerste elftal van FC Barcelona tijdens de bekerwedstrijd tegen Ciudad de Murcia. Met zijn leeftijd van 17 jaar, 5 maanden en 14 dagen was de aanvaller de op twee na jongste debutant in een officiële wedstrijd in de geschiedenis van de Catalaanse club. Alleen Paulino Alcántara (15 jaar, 4 maanden en 18 dagen in 1912)  en Nano (17 jaar, 4 maanden en 5 dagen in 1999) waren jonger (ook Haruna Babangida en Lionel Messi waren jonger dan Riera bij hun debuut, maar zij debuteerden in een oefenwedstrijd). Van 2004 tot 2006 speelde Riera in Barça B.
In de zomer van 2006 tekende hij bij Cultural Leonesa, nadat eerder een stage bij het Poolse Legia Warschau geen vast contract had opgeleverd. In 2008 sloot hij zich aan bij de B-Kern van Celta de Vigo. In 2010 mocht hij een aantal keer meespelen met de eerste ploeg. Later dat jaar trok hij naar Córdoba CF waar hij een basisspeler was. Daarna speelde hij twee seizoenen voor AD Alcorcón. In juli 2013 tekende hij een driejarig contract bij CA Osasuna, dat hij een jaar later weer verruilde voor Wigan Athletic. Dat kwam op dat moment uit in de Football League Championship.
1 Parreño ·
4 Martinez ·
5 Barcia ·
6 Petxarroman ·
7 Pérez  ·
8 Villares ·
9 Barbero · 
10 Hernández ·
11 Álvarez ·
12 Mfulu ·
13 Puerto ·
14 Herrera ·
15 Vázquez ·
16 Gauto ·
17 Mella ·
18 Escudero ·
19 Sánchez ·
20 Ángel ·
21 Soriano ·
22 Rama ·
23 Navarro ·
24 Bouldini ·
25 Leite ·
28 Patino ·
33 Obrador ·
Coach: Idiakez